# Језеро (Брезовица)
Језеро (словен. Jezero)је насеље у општини Брезовица, покрајини Нотрањска која припада Средишњој регији у Републици Словенији.
Смештено је у подножју планине Крима на ивици Љубљанског барја на надморској висини од 301 метар. Насеље има површину 3,43 км². Познато је по Подпечком језеру. Језеро је градском аутобуском линијом бр.19Б, преко Љубљанаског насеља Чрна Вас, повезано са центром Љубљане.

## Становништво
У насељу је приликом пописа 2002. живело 660 становника,

## Цркве
Локална црква, изграђена је у готском стилу крајем 12. века на малом узвишењу северно од насеља, посвећена је Светом Ловри. Рестилизована је у 18. веку. Друга црква, посвећена Светој Ани, налази се на истоименом брду западно од насеља. То је такође била првобитно готска зграда, али је обновљена крајем 16. или почетком 17. века. Оба припадају парохији Пресерје.

## Галерија
- Црква Светог Ловре
- Црква Свете Ане